# Radiatorkraan

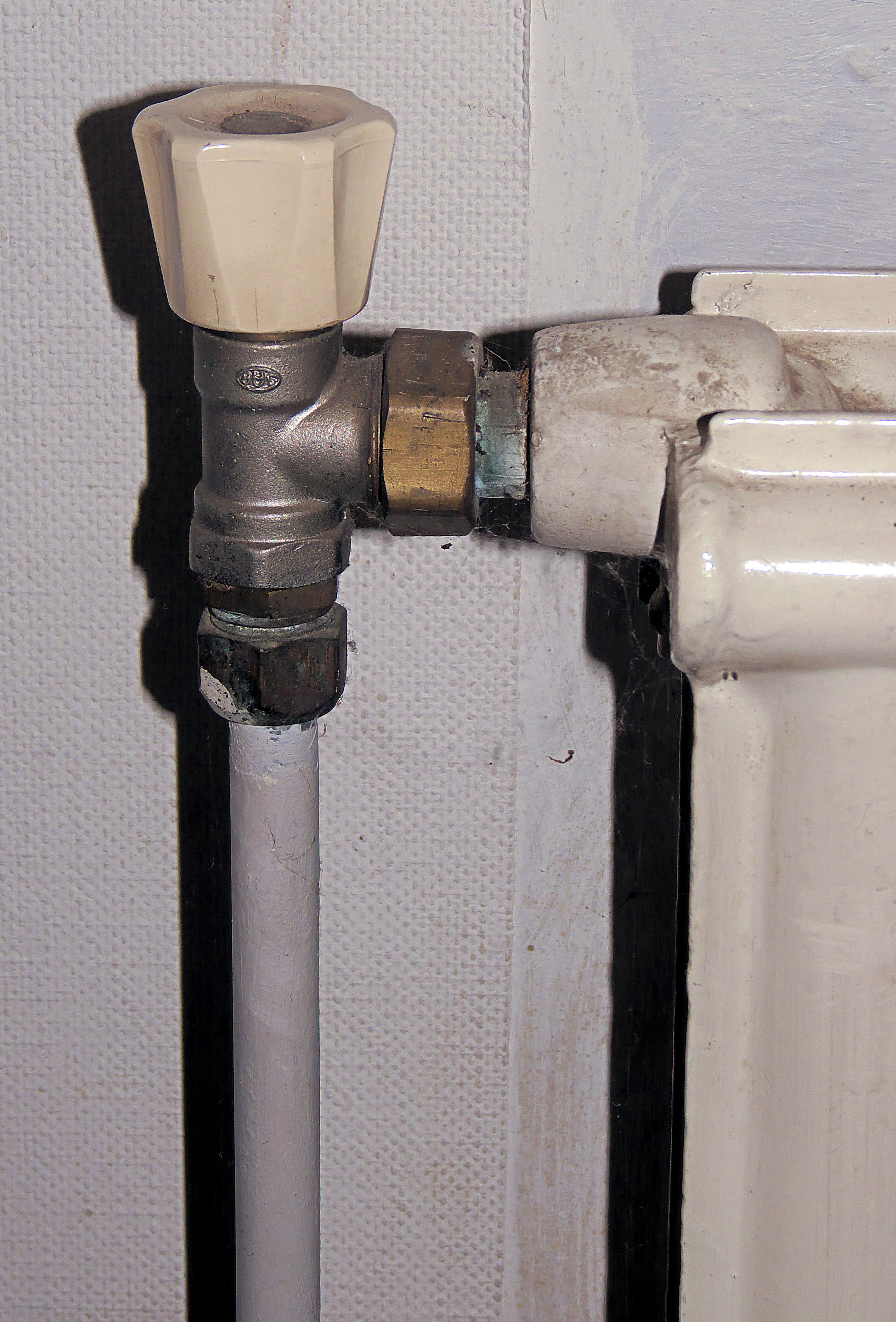
Radiatorkraan

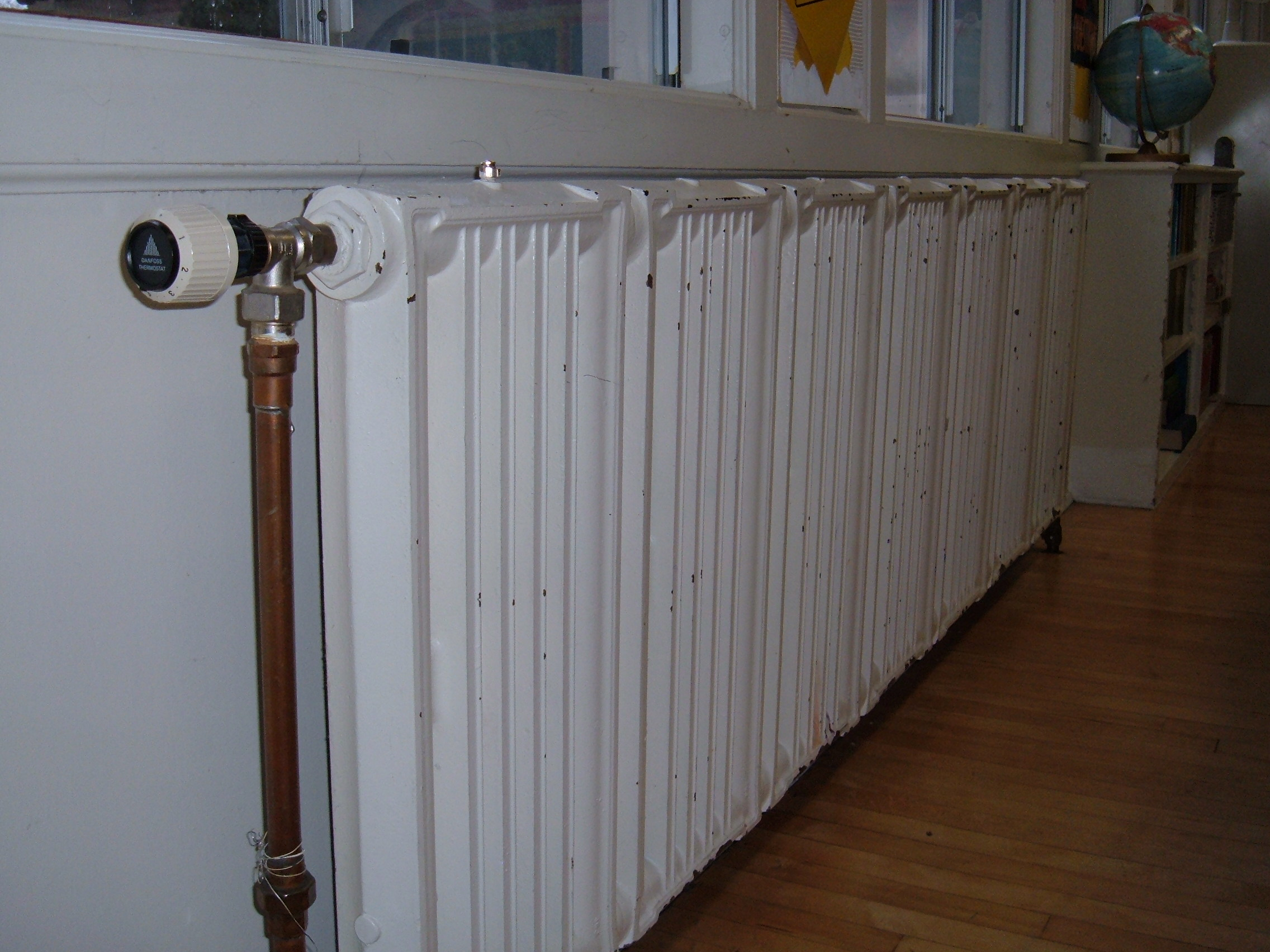
Thermostatische radiatorkraan

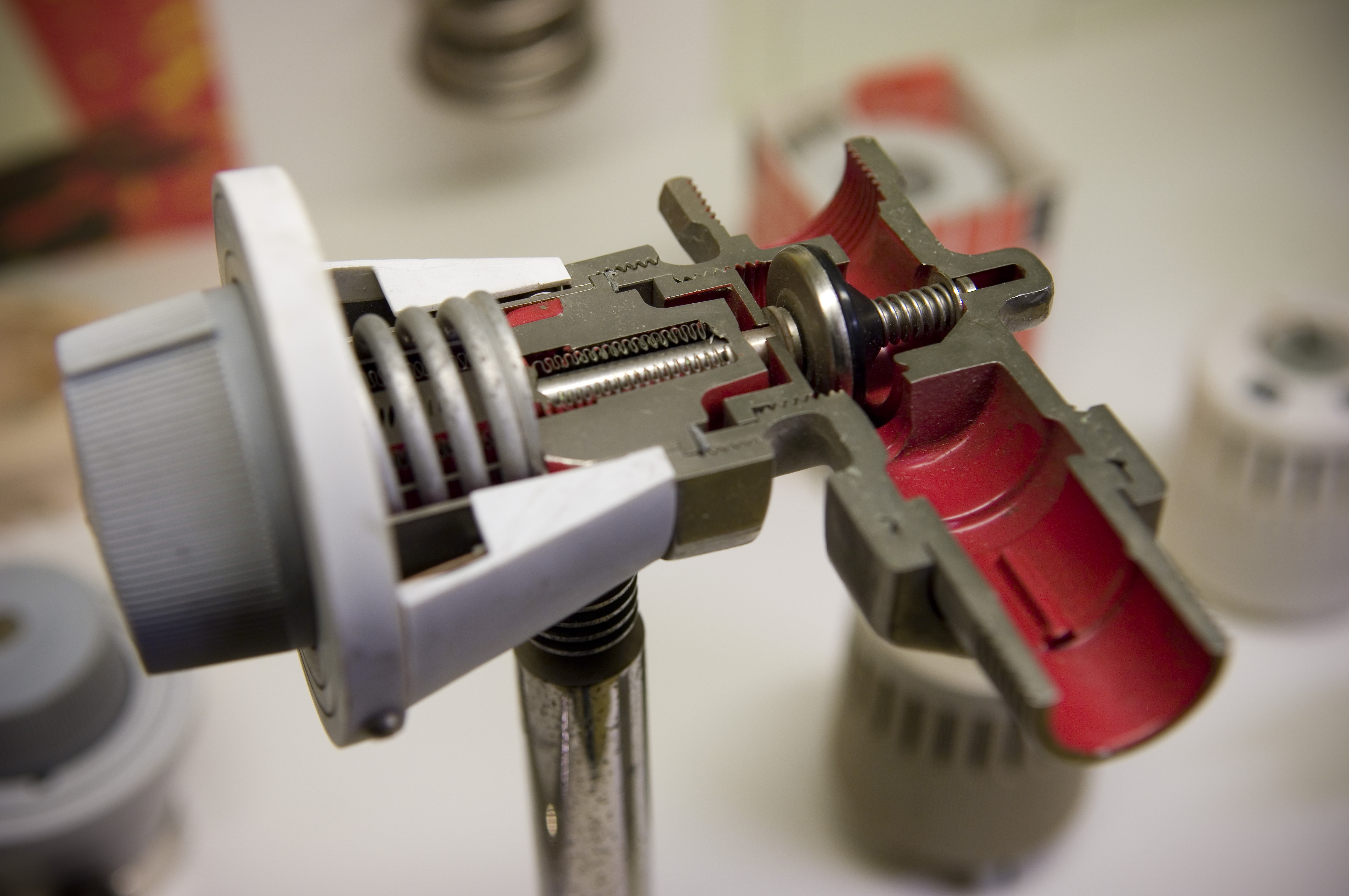
Opengewerkte thermostatische radiatorkraan

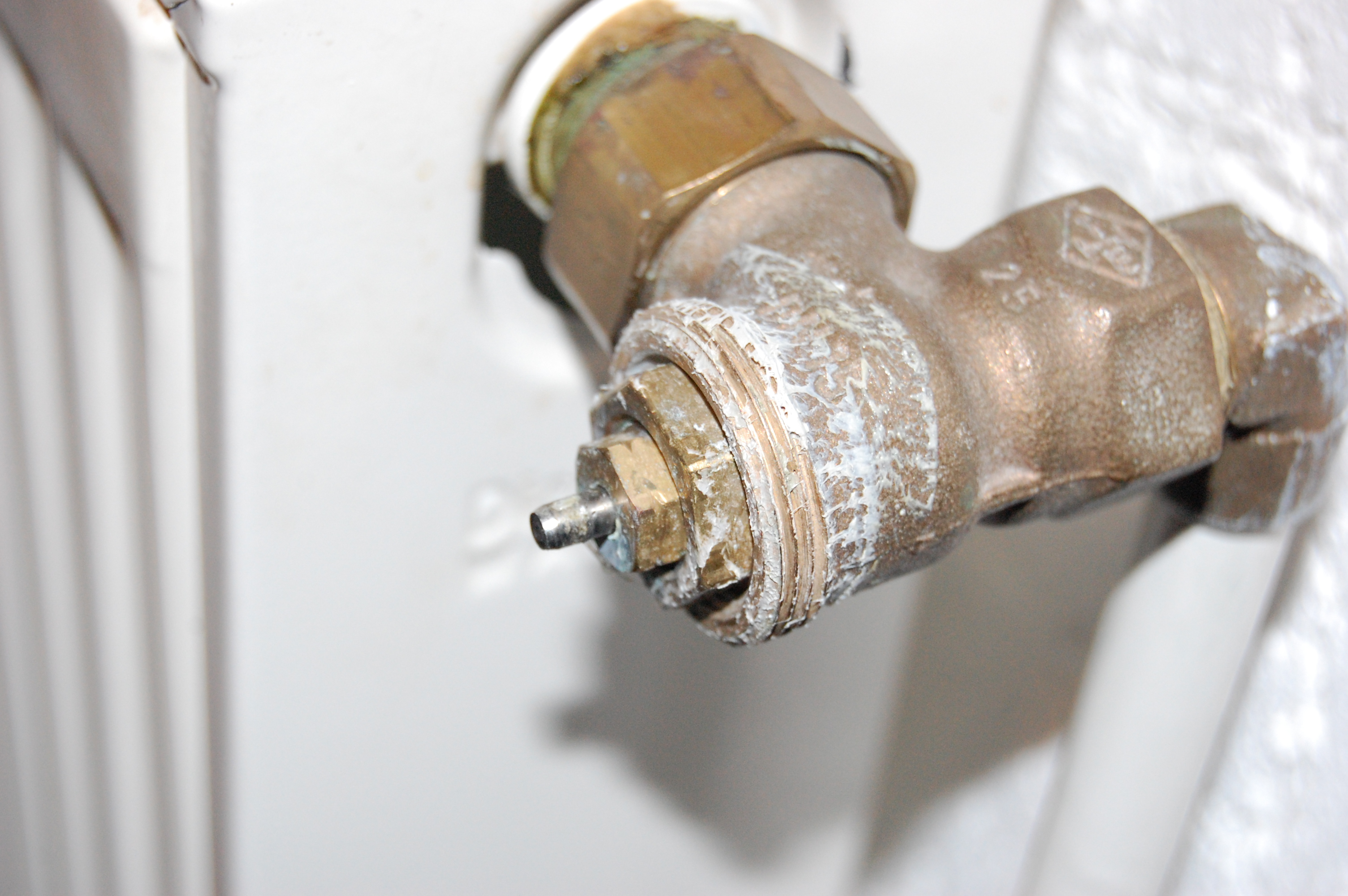
Thermostatische radiatorkraan, waarvan de knop verwijderd is.

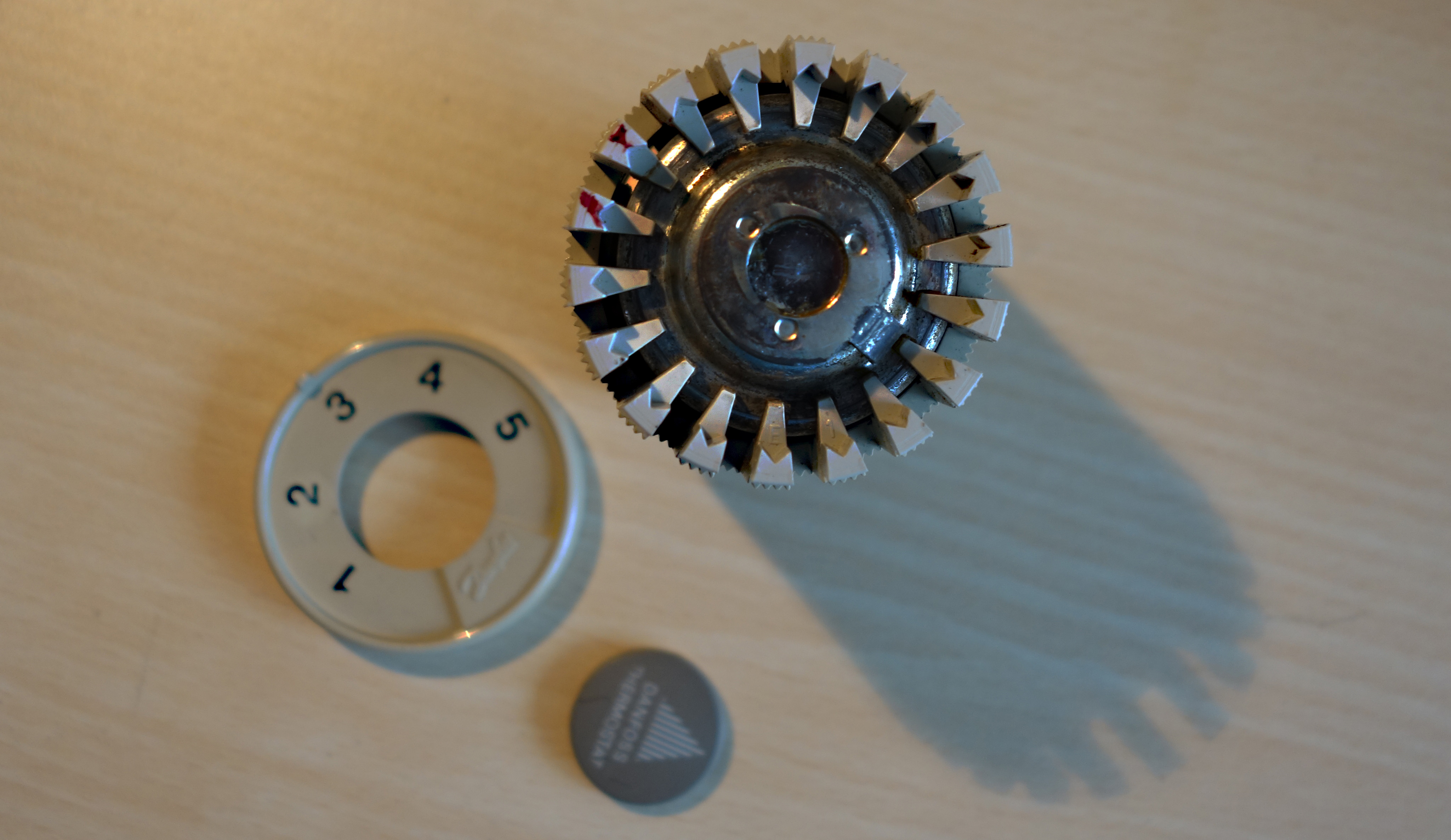
Thermostaatkraan, bovenkant ernaast, met zicht op de instelcilinder (midden)

Met een radiatorkraan (of radiatorknop) wordt de aanvoer van het opgewarmde water van de centrale verwarming naar een radiator geregeld.
De kranen zijn verkrijgbaar in zowel een rechte als in een haakse uitvoering. Bij deze laatste verandert de waterstroom 90° van richting. Naast de gewone radiatorknop, waarbij handmatig de toevoer naar een radiator wordt bepaald, kent men de sinds de jaren 1960 ook de thermostatische radiatorkraan (of thermostaatkraan ). Deze regelt automatisch de doorstroming van een radiator met behulp van een thermostaat die reageert op de ruimtetemperatuur. Er zijn thermostaatkranen met een interne of externe temperatuurvoeler.

## Thermostatische radiatorkraan
De thermostatische radiatorkraan met inwendige ruimtetemperatuurvoeler regelt de doorstroming van een radiator. Deze inwendige temperatuurvoeler is met gas of was gevuld. De voeler bestaat uit een metalen cilinder, van enkele kubieke centimeters, die uitzet wanneer de kamertemperatuur stijgt en krimpt wanneer deze daalt. De uitzettende cilinder drukt met een stift tegen een ventiel, waardoor dit iets dicht gaat en zo de doorstroming van het warme water in de radiator vermindert. Als de cilinder bij dalende ruimtetemperatuur weer krimpt zorgt een veer ervoor dat het ventiel weer verder opengaat. Hierdoor wordt de kamertemperatuur op een ingestelde temperatuur constant gehouden. Met een draaiknop kan het ventiel handmatig verder open of dicht gezet worden, waardoor er een hogere of lagere temperatuur in de kamer gehandhaafd wordt. 
Hoewel de stroomrichting van het cv-water in principe onbelangrijk is voor de werking, zijn er ook thermostaatkranen die gaan resoneren als de knop verkeerd wordt aangesloten: normaliter hoort de knop op de aanvoerleiding van de radiator gemonteerd te worden.
Bij instelling van de knop op het vorstvrij-teken (bijvoorbeeld een simpele weergave van een ijskristal) worden de radiator en de kamer vorstvrij gehouden.
De thermostatische radiatorkraan reageert op geringe temperatuurveranderingen. Zo gaat het ventiel een millimeter open als de kamertemperatuur met 0,5 °C daalt. Hierdoor stroomt er ongeveer 25 % meer water door de radiator.
Voor een goede werking is het van belang dat thermostaatkranen met inwendige voeler altijd horizontaal worden gemonteerd, dat wil zeggen dat de knop en de stift in horizontale stand dienen te staan. De lucht in een vertrek moet ongehinderd om de thermostatische radiatorkraan kunnen stromen. Op plaatsen waar de warmte zich kan ophopen, zoals onder brede vensterbanken, in nissen en achter omkastingen, is het noodzakelijk dat er wordt gekozen voor een radiatorkraan met een externe voeler, die verder van de kraan kan worden aangebracht. Dit is een cilinder van 5 tot 8 cm die via een dun (1,5 mm), flexibel buisje (fabrikanten spreken over een 'capillaire leiding') vast aangesloten is op de cilinder van de thermostaatkraan.
Behalve een externe voeler kan een thermostaatkraan ook uitgevoerd worden met een afstandsbediening. Deze wordt gebruikt bij radiatoren die moeilijk bereikbaar zijn, zoals in een convectorput in de vloer. De thermostaatkraan heeft dan een knop die via een capillaire leiding van ca. anderhalve meter lang wordt bediend met een knop die gemakkelijk bereikbaar is.
De levensduur van een thermostatische radiatorkraan kan verlengd worden door buiten het verwarmingsseizoen de kraan maximaal opengedraaid te houden, waardoor de cilinder vrij kan bewegen en ook de stift niet vast gaat zitten.
Er bestaan ook elektronisch geregelde thermostaatkranen. In plaats van een stift die uitzet door de omgevingstemperatuur bevatten deze een stift die aangedreven wordt door een minimotortje. De kraan kan geprogrammeerd worden om op verschillende tijdstippen verschillende temperaturen te voorzien, net zoals een kamerthermostaat, maar dan op het individuele radiatorniveau. In meer uitgebreide domoticatoepassingen worden de kranen vanop afstand geprogrammeerd (zelfs via internet / app op mobiele telefoon) en kunnen ze gecombineerd samenwerken (bijvoorbeeld zodat alle radiatoren in een ruimte dezelfde temperatuur regelen).
Elektronische kranen hebben ook een handige voorziening waarbij ze wekelijks volledig openen en sluiten om vastzitten van de kraan te vermijden.

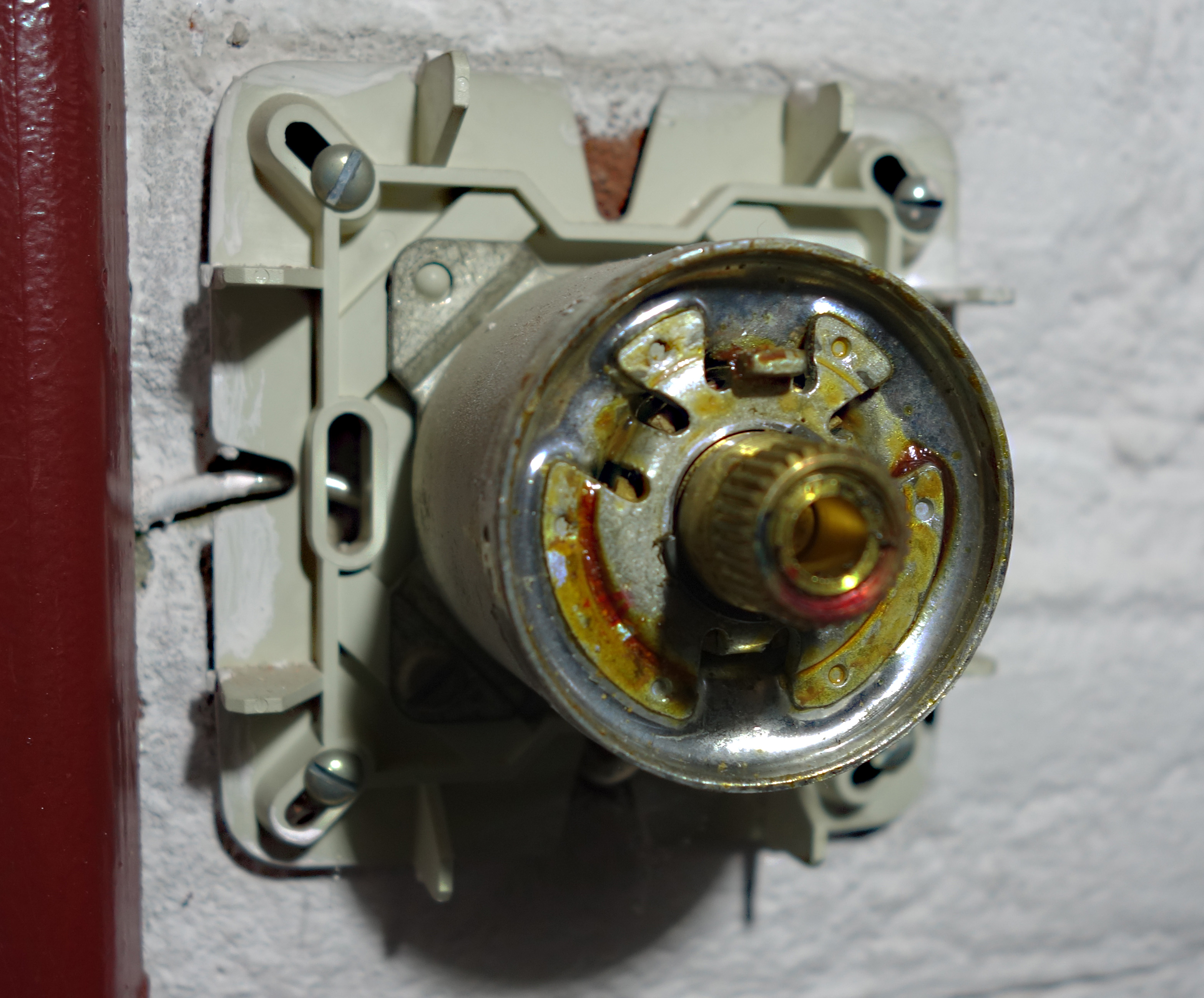
Afstandsbediening van thermostaatkraan, bovenzijde met instelknop verwijderd.

In principe kan men alle vertrekken in een woonhuis individueel regelen met thermostaatkranen in elke radiator. De kamerthermostaat vervalt hierbij; de brander wordt door een aparte ketelregelthermostaat in- en uitgeschakeld. Het is ook mogelijk om een of meer radiatoren te voorzien van thermostatische radiatorkranen in combinatie met een kamerthermostaat.

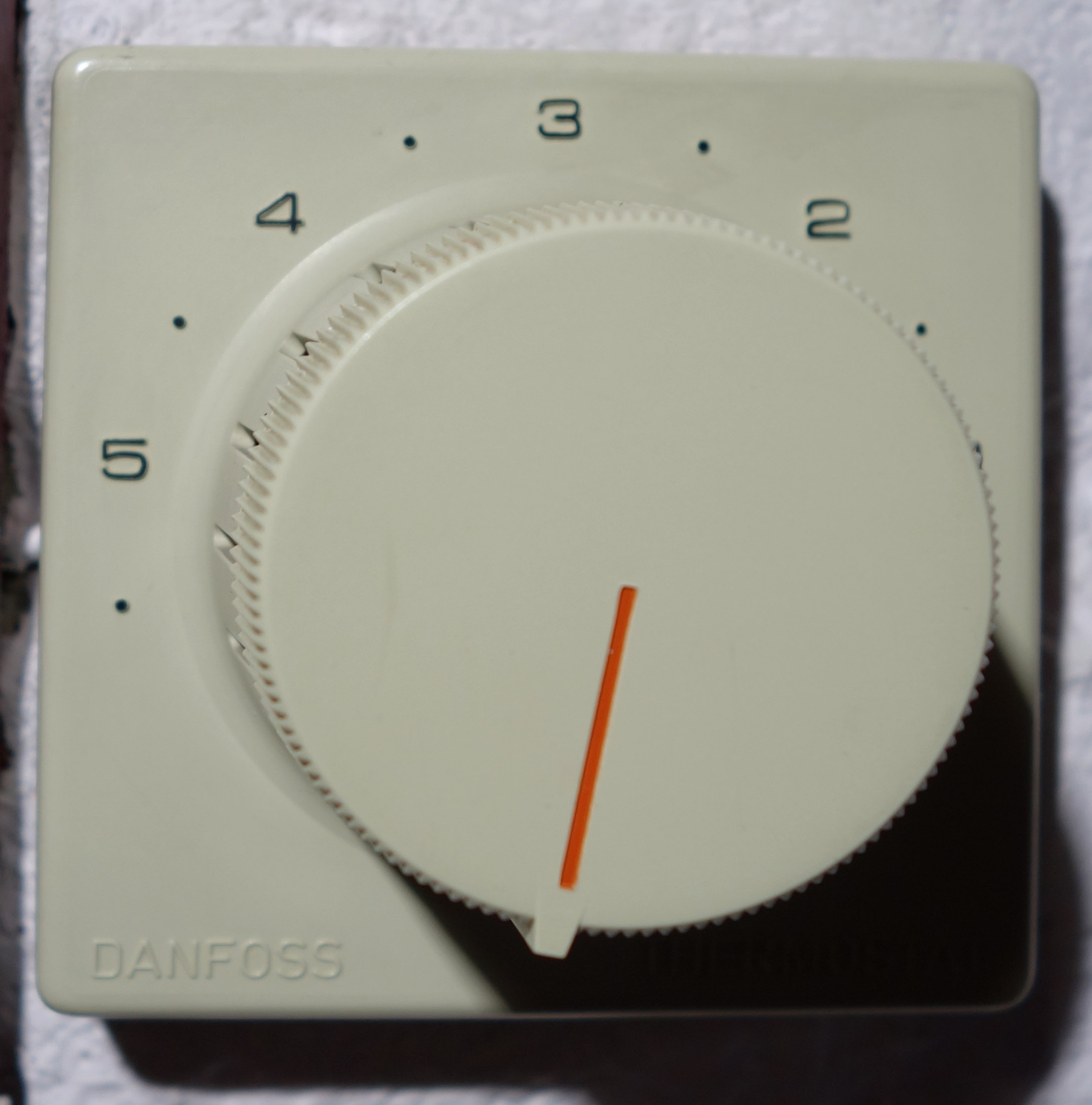
Afstandsbediening van thermostaatkraan met instelknop

### Instellingen thermostatische radiatorkraan
Meestal staan er op een radiatorkraan geen temperaturen aangegeven, maar cijfers en een sterretje. Een pijl geeft aan welk cijfer geldt. Deze cijfers vertalen grofweg naar de volgende temperaturen:
- Sterretje of ijskristalsymbool: vorstbescherming (ca. 6°C)
- 1: ca. 15°C
- 2: ca. 17°C
- 3: ca. 20°C
- 4: ca. 22°C
- 5: Maximaal (klep is volledig geopend)

De instelling is te ijken door de schijf met cijfers los te halen van de kraan en iets verdraaid weer te monteren. Bijvoorbeeld: de kraan staat op stand 3, maar de ruimtetemperatuur is geen 20, maar 22 graden. De cijferschijf wordt nu zo verdraaid dat stand 2 tegenover de pijl staat en weer vastgedrukt.
Soms hebben kranen ook een minimum en maximum temperatuurinstelling, bijvoorbeeld door schuifjes op de knop.

## Instelling voor waterzijdig inregelen

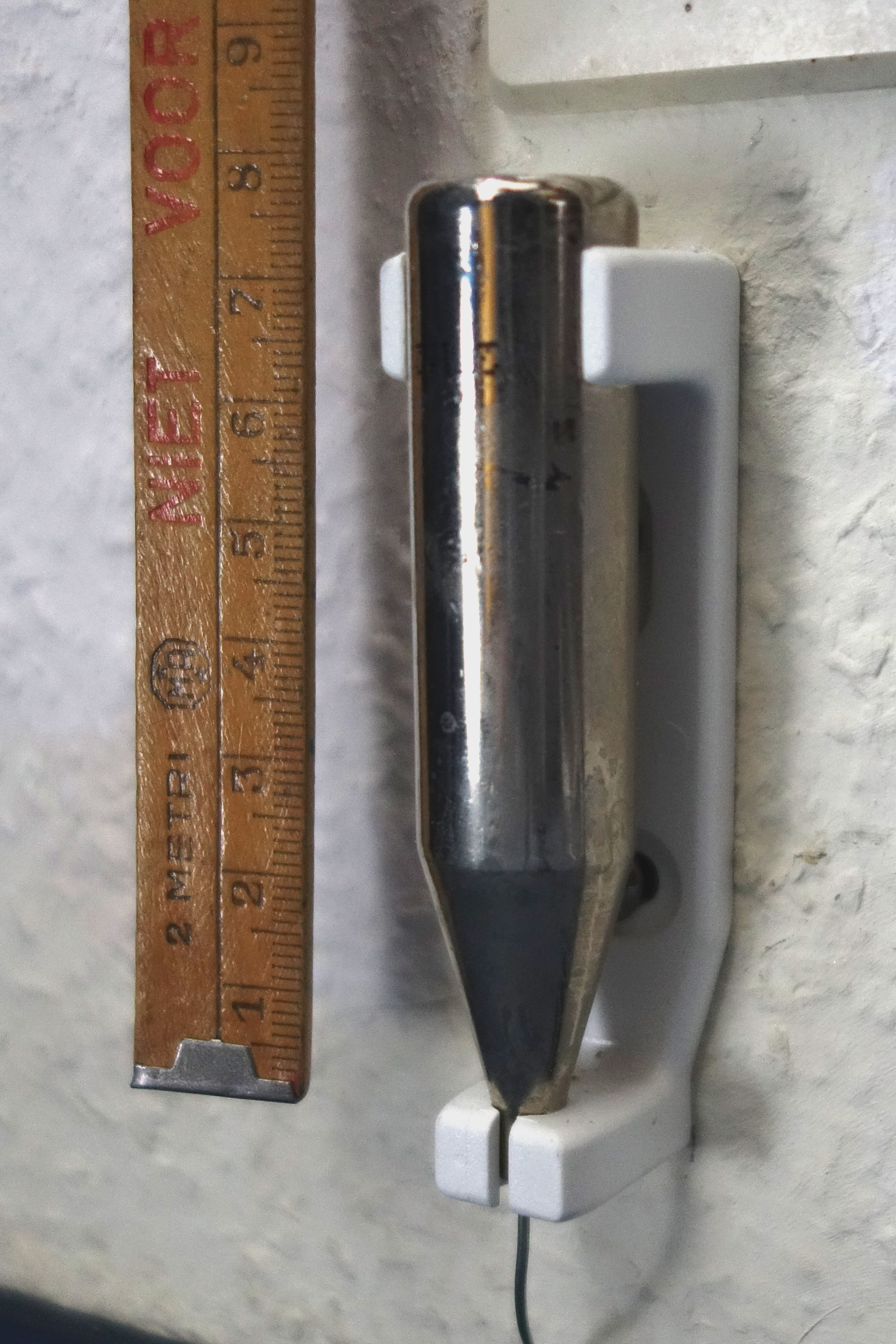
Afstandsvoeler met aansluitbuisje van thermostaatkraan

In zowel handmatig instelbare kranen als in thermostaatkranen bevindt zich soms een instelpunt voor het waterzijdig inregelen van een cv-installatie. Met behulp van een speciaal sleuteltje kan de maximale doorstroming bij een volledig geopende kraan worden ingesteld. De draaiknop of thermostaat waarmee de kraan wordt bediend blijft normaal werken, maar de maximale doorstroom wordt begrensd door de instelling die met het sleuteltje is gemaakt. Hiermee wordt voorkomen dat onnodig veel warm water wordt rondgepompt wanneer de radiator niet alle toegevoerde energie kan overdragen naar de omgeving.

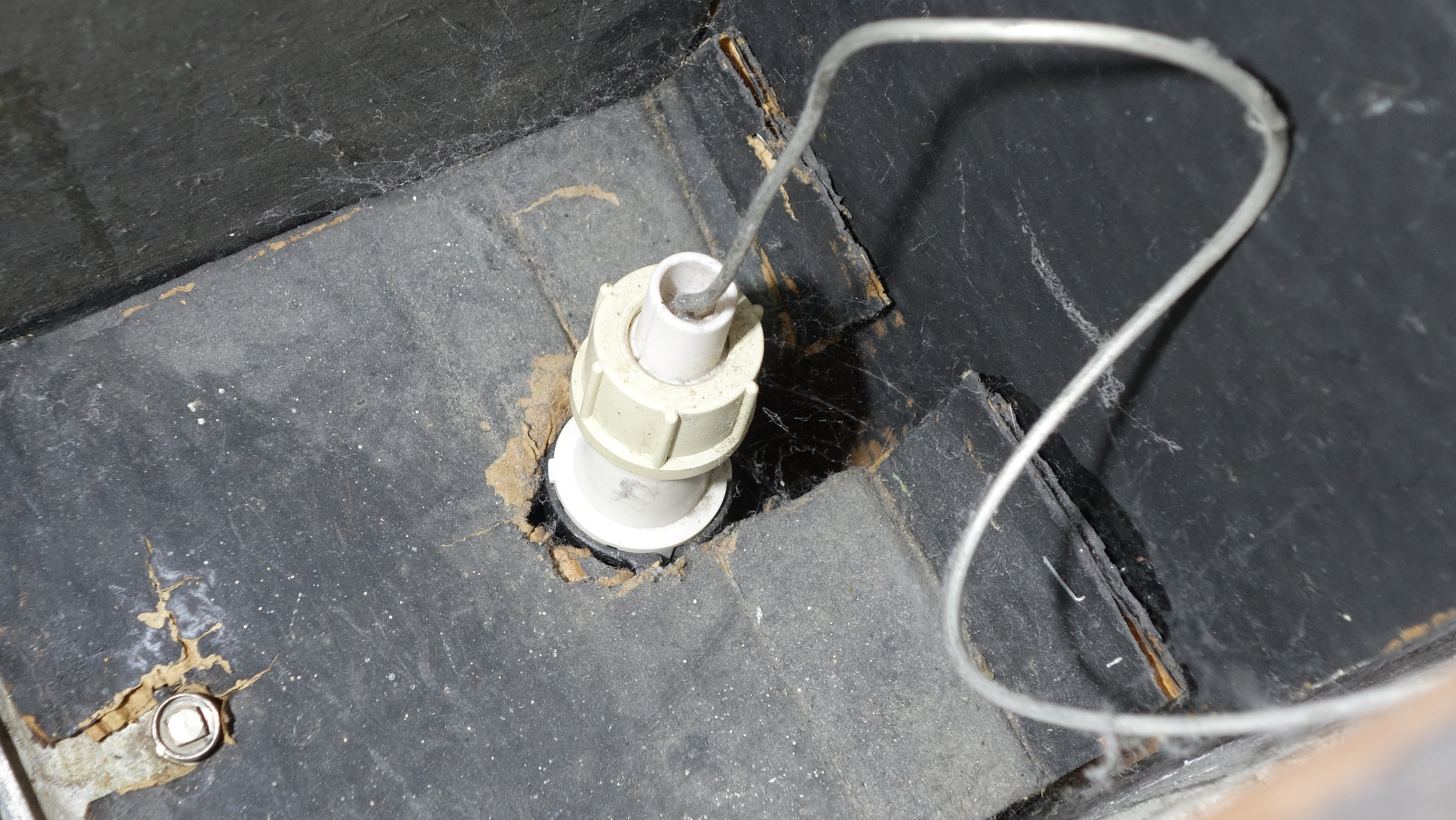
Kraandeel van thermostaatkraan met afstandsbediening via dun metalen buisje